# Tulungagung (Malo)
Tulungagung is een bestuurslaag in het regentschap Bojonegoro van de provincie Oost-Java, Indonesië. Tulungagung telt 2438 inwoners (volkstelling 2010).